# 阿尔博加
阿尔博加（瑞典語：Arboga）是瑞典西曼兰省阿尔博加市镇的城区，市政府所在地。
于公元900年当地就有人居住，1200年左右形成了一个镇，“阿尔博加”的意思是“河湾”。现在是两条公路和两条铁路交汇的交通中心。